# Чаудрі Гулам Расул
Чаудрі Гулам Расул (1 травня 1931 — 24 грудня 1991) — пакистанський хокеїст на траві.
Олімпійський чемпіон 1960 року, срібний призер 1956 року.
Переможець Азійських ігор 1962 року.